# Moerasvarenfamilie
De moerasvarenfamilie (Thelypteridaceae) is een wereldwijd voorkomende familie van terrestrische varens met naargelang de gevolgde indeling één tot drieëntwintig geslachten en negenhonderd tot twaalfhonderd soorten, waarvan twee of drie ook in België en Nederland voorkomen.

## Naamgeving en etymologie
- Duits: Sumpffarngewächse
- Engels: Maiden fern family, Marsh fern family, Curly grass family

De botanische naam Thelypteridaceae is overgenomen van het geslacht Thelypteris en is samenstelling van Oudgrieks θῆλυς, thēlus (= 'vrouwelijk') en πτερίς, pteris (= 'varen').

## Kenmerken
De varens van de moerasvarenfamilie hebben allen een kruipende of rechtstaande wortelstok met harige of beklierde schubben. Ook de steel is beschubt of behaard en heeft aan de voet twee vaatbundels, die hogerop overgaan in één U-vormige vaatbundel. De bladen of veren zijn enkel of dubbel geveerd.
De sporenhoopjes zitten op de onderzijde van de bladen, zijn klein en rond en afgedekt met een dekvliesje, behalve bij de beukvarens (Phegopteris).

## Taxonomieenfylogenie
Lange tijd zijn de leden van deze groep, wegens de vorm van de sporenhoopjes, opgenomen geweest bij de niervarens (geslacht Dryopteris). Omwille van andere morfologische verschillen zijn ze nu afgesplitst en in een aparte familie geplaatst.
Desondanks is er nog steeds discussie over de indeling van deze familie, waarbij het aantal geslachten naargelang van de bron varieert van één tot dertig. De familie omvat verschillende groepen van zeer gelijkende soorten, wat wijst op een adaptieve radiatie.
Recente studies naar de DNA-sequenties van de leden hebben aangetoond dat de familie op zich een monofyletische eenheid vormt, en dat het geslacht Phegopteris, samen met de zustergeslachten Pseudophegopteris en Macrothelypteris, daarin een duidelijk afgescheiden clade vormen, die de basis van de fylogenetische stamboom van deze familie vormen.
Volgens de taxonomische beschrijving van Smith et al. (2006) omvat de familie nog slechts vijf geslachten.
- Geslachten:
  - Cyclosorus s.l. (incl. Ampelopteris, Amphineuron, Chingia, Christella, Cyclogramma, Cyclosorus s.s., Glaphyropteridopsis, Goniopteris, Meniscium, Menisorus, Mesophlebion, Pelazoneuron, Plesioneuron, Pneumatopteris, Pronephrium, Pseudocyclosorus, Sphaerostephanos, Stegnogramma, Steiropteris, Trigonospora)
  - Macrothelypteris
  - Phegopteris
  - Pseudophegopteris
  - Thelypteris s.l. (incl. Amauropelta, Coryphopteris, Metathelypteris, Oreopteris, Parathelypteris, Thelypteris s.s.)

### Beschreven soorten
Tot de moerasvarenfamilie behoren drie geslachten en drie soorten die in België en Nederland gevonden worden:
Familie: Moerasvarenfamilie (Thelypteridaceae)
- Geslacht: Moerasvarens (Thelypteris)
  - Soorten:
    - Thelypteris palustris (Moerasvaren)
    - Thelypteris dentata
- Geslacht: Phegopteris
  - Soort: Smalle beukvaren (Phegopteris connectilis)
- Geslacht: Oreopteris
  - Soort: Stippelvaren (Oreopteris limbosperma)
- Geslacht: Cyclosorus
  - Soort: Cyclosorus pozoi

Geslachten Cyclosorus (incl. Ampelopteris, Amphineuron, Chingia, Christella, Cyclogramma, Glaphyropteridopsis, Goniopteris, Meniscium, Menisorus, Mesophlebion, Pelazoneuron, Plesioneuron, Pneumatopteris, Pronephrium, Pseudocyclosorus, Sphaerostephanos, Stegnogramma, Steiropteris, Trigonospora) · Macrothelypteris · Oreopteris · Phegopteris · Pseudophegopteris · Thelypteris (Moerasvaren) (incl. Amauropelta, Coryphopteris, Metathelypteris, Oreopteris, Parathelypteris)